# アステル・ヴランクス
- アステル・フランクス
- アステル・ブランクス
- アスター・ヴランクス
- アスター・フランクス
- アスター・ブランクス

アステル・ヤン・ヴランクス（Aster Jan Vranckx , 2002年10月4日 - ）は、ベルギー・フラームス＝ブラバント州コルテンベルフ出身のサッカー選手。ブンデスリーガ・VfLヴォルフスブルク所属。ポジションはMF。

## クラブ経歴
地元の地域リーグなどのユースアカデミーを経て、2016年にKVメヘレンのユースアカデミーに入所。2018年に16歳でプロ契約を締結。2019年にトップチームに登録。8月9日のRSCアンデルレヒト戦でプロデビュー。2020年2月15日のアンデルレヒト戦でプロ初ゴールを記録。10代ながらシーズン終盤には先発に定着し、2019-20シーズン終了後にはリヴァプールFCやマンチェスター・シティFCなどが、ヴランクスの獲得に興味を示していると報じられた。翌2020-21シーズンはチームの主力選手に成長。9月26日のシント＝トロイデンVV戦では初のマルチゴールを決めた。
2020年12月9日、VfLヴォルフスブルクと5年契約を締結し、2021-22シーズンより加入することが発表された。
2022年9月1月、ACミランに買取オプション付きの1年間のローン移籍で加入した事が発表された。同年9月11日、第6節サンプドリア戦にて後半78分、トンマーゾ・ポベガと交代でセリエAデビューを飾った。

## 代表経歴
2017年にU-15のベルギー代表に招集されたヴランクスだが、2019年からは飛び級でU-19代表に招集されている。
2023年6月17日、UEFA EURO 2024予選のオーストリア代表戦でA代表初出場。